# Іскія-ді-Кастро
Іскія-ді-Кастро (італ. Ischia di Castro) — муніципалітет в Італії, у регіоні Лаціо,  провінція Вітербо.
Іскія-ді-Кастро розташована на відстані близько 95 км на північний захід від Рима, 32 км на північний захід від Вітербо.
Населення — 2376 осіб (2014).
Щорічний фестиваль відбувається 28 серпня. Покровитель — Sant'Ermete.

## Демографія
Населення за роками:

Станом на 1 січня 2023 року в муніципалітеті офіційно проживало 111 іноземців з 27 країн, серед них 47 громадян країн Євросоюзу та 5 громадян України.

## Сусідні муніципалітети
- Каніно
- Челлере
- Фарнезе
- Манчіано
- Пітільяно
- Валентано